# Podagrion coerulea
Podagrion coerulea is een vliesvleugelig insect uit de familie Torymidae. De wetenschappelijke naam is voor het eerst geldig gepubliceerd in 1890 door Saussure.